# Ворона (Волынская область)
Ворона (укр. Ворона) — село в Колодяжненской сельской общине Ковельского района Волынской области Украины.
Код КОАТУУ — 0722184003. Население по переписи 2001 года составляет 224 человека. Почтовый индекс — 45063. Телефонный код — 3352.
Рядом с селом протекает река Воронка, правая притока Турьи.